# Saint-Sauveur-de-Landemont

Saint-Sauveur-de-Landemont este o comună în departamentul Maine-et-Loire, Franța. În 2009 avea o populație de 854 de locuitori.